# Петър Стойчев (режисьор)
Петър Константинов Стойчев е български драматичен актьор, режисьор, театрален и кинодеец. Основател и първи директор, художествен ръководител и режисьор на Свободния театър.

## Сценична кариера
Петър Стойчев започва кариерата си като ученик във Варна в трупата на Ст. Кожухаров, която напуска през 1893, за да се присъедини към пътуващата трупа на Р. Попова. Година по-късно, след безуспешно обучение във Военното училище, Стойчев се присъединява към трупата „Сълза и смях“, където остава до 1899 г. Заедно със Стоян Бъчваров основава (1900) театрална трупа във Варна. През 1903 г. завършва Императорската театрална школа в Петербург и започва да играе последователно в русенската театрална трупа „Лира“, Съвременен театър с Матей Икономов (1903 – 1904, където за първи път поставя „На дъното“ на Максим Горки) и в Народния театър (1904 – 1918). Напуска последния за една година през 1905, за да основе пътуващия Свободен театър (1905 – 1906), който ръководи като директор от 1919 г. до 1923 г. Ръководител е и на софийските театри „Смях и сълзи“ (1923 – 1924) и „П. К. Стойчев“ (1930 – 1934). Директор на Русенския театър (1925 – 1926, 1935 – 1936), на Народния театър (1927 – 1929), на Пловдивския театър (1937 – 1939, 1941 – 1943) и на Софийската народна опера (1926 – 1927).
Петър Стойчев е автор на много представления за деца и юноши и полага основите на Народния театър за младежта. Това става след като посещава Детския кинофестивал в Москва през 1935. Стойчев изпълнява роли в постановките „Мизантроп“ (Клитандър), „Лес“ (Щастливцев), „Доходно място“ (Досужев), „Венецианският търговец“ (Соланио) и др. Режисира пиесите „Игра в замъка“, „Дамата с камелиите“, „Матура“ и оперетите „Хубавата Елена“, „Царицата на чардаша“ и др. Режисьор на филмите „Земя“ (1930 г.) и „Песента на Балкана“ (1934 г.).